# فانفان لا توليب
فانفان لا توليب هو فيلم مغامرات كوميدي فرنسي من إخراج كريستيان جاك وبطولة فرانسيس كوزن، جورج دانسيجر والكسندر منوشكين، صدر الفيلم في 21 مارس 1952.

## روابط خارجية
- فانفان لا توليب على موقع IMDb (الإنجليزية)
- فانفان لا توليب على موقع ميتاكريتيك (الإنجليزية)
- فانفان لا توليب على موقع روتن توميتوز (الإنجليزية)
- فانفان لا توليب على موقع نتفليكس (الإنجليزية)
- فانفان لا توليب على موقع ألو سيني (الفرنسية)
- فانفان لا توليب على موقع Turner Classic Movies (الإنجليزية)
- فانفان لا توليب على موقع أول موفي (الإنجليزية)
- فانفان لا توليب على موقع فيلمافينيتي (الإسبانية)
- فانفان لا توليب على موقع قاعدة بيانات الأفلام السويدية (السويدية)
- فانفان لا توليب على موقع قاعدة بيانات الفيلم (الإنجليزية)